# Fumet de poisson
Pour les articles homonymes, voir Fumet.
Ne doit pas être confondu avec le bouillon de poisson.

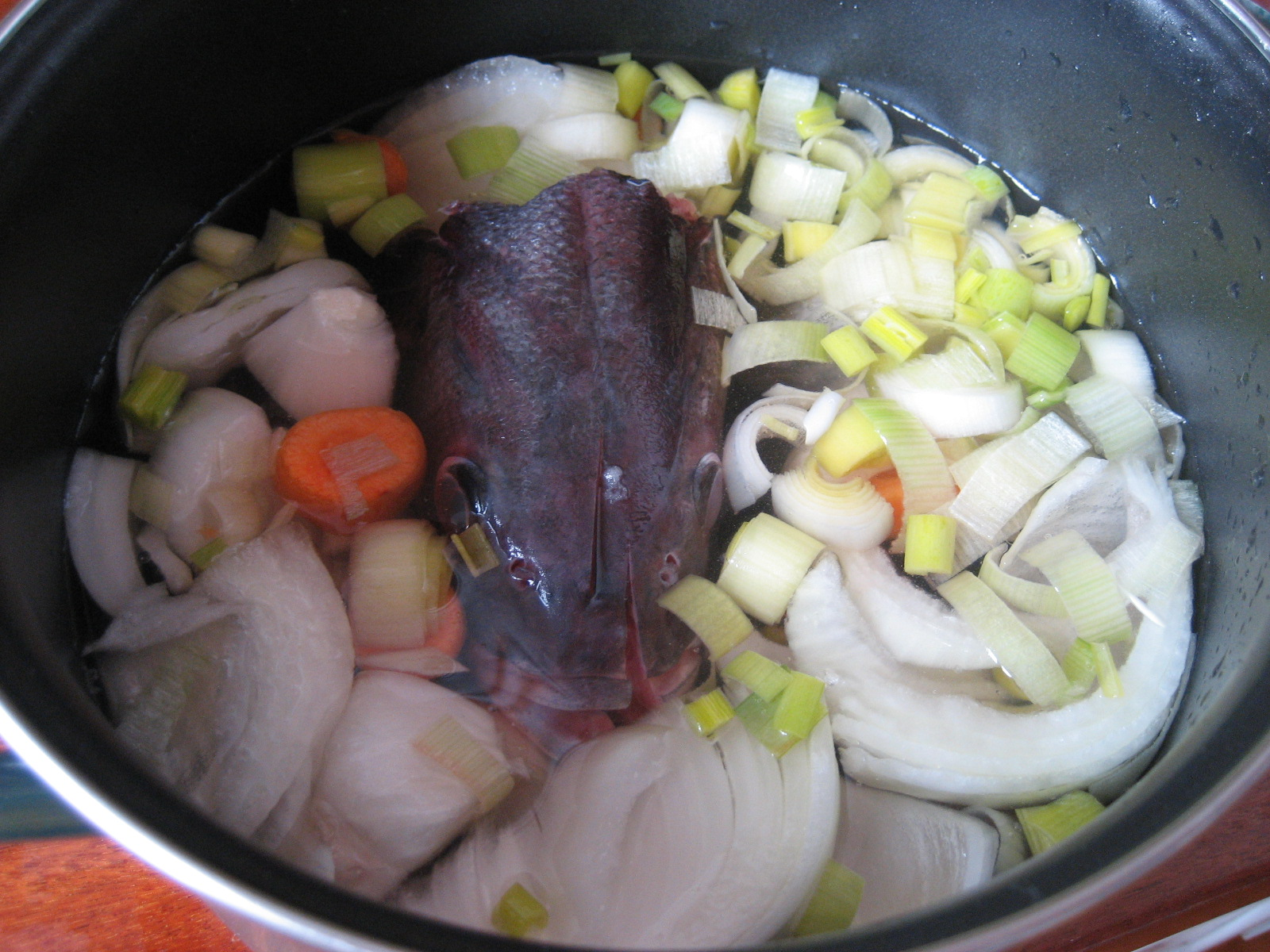
Fumet préparé à partir de mirepoix et de tête de bar.

Un fumet de poisson est un fond préparé à partir de poisson. On fait bouillir des têtes et des arêtes de poissons avec de l'oignon, du thym, que l'on arrose de vin blanc ou de jus de citron. Il est possible d'utiliser toutes sortes d'espèces de poisson, notamment du turbot, du saumon ou du bar. Il existe aussi des fumets de crustacés.
Un fumet ne doit être bouilli que peu de temps. Il faut compter une vingtaine de minutes, mais il peut être réduit après filtrage pour en concentrer les arômes. Son parfum est alors plus prononcé que celui d'un simple bouillon de poisson.
Il est commercialisé en bocaux, ou sous forme déshydratée, en poudre. On peut y pocher des filets de poisson, préparer des risottos ou des sauces.